# Michael Joseph Savage

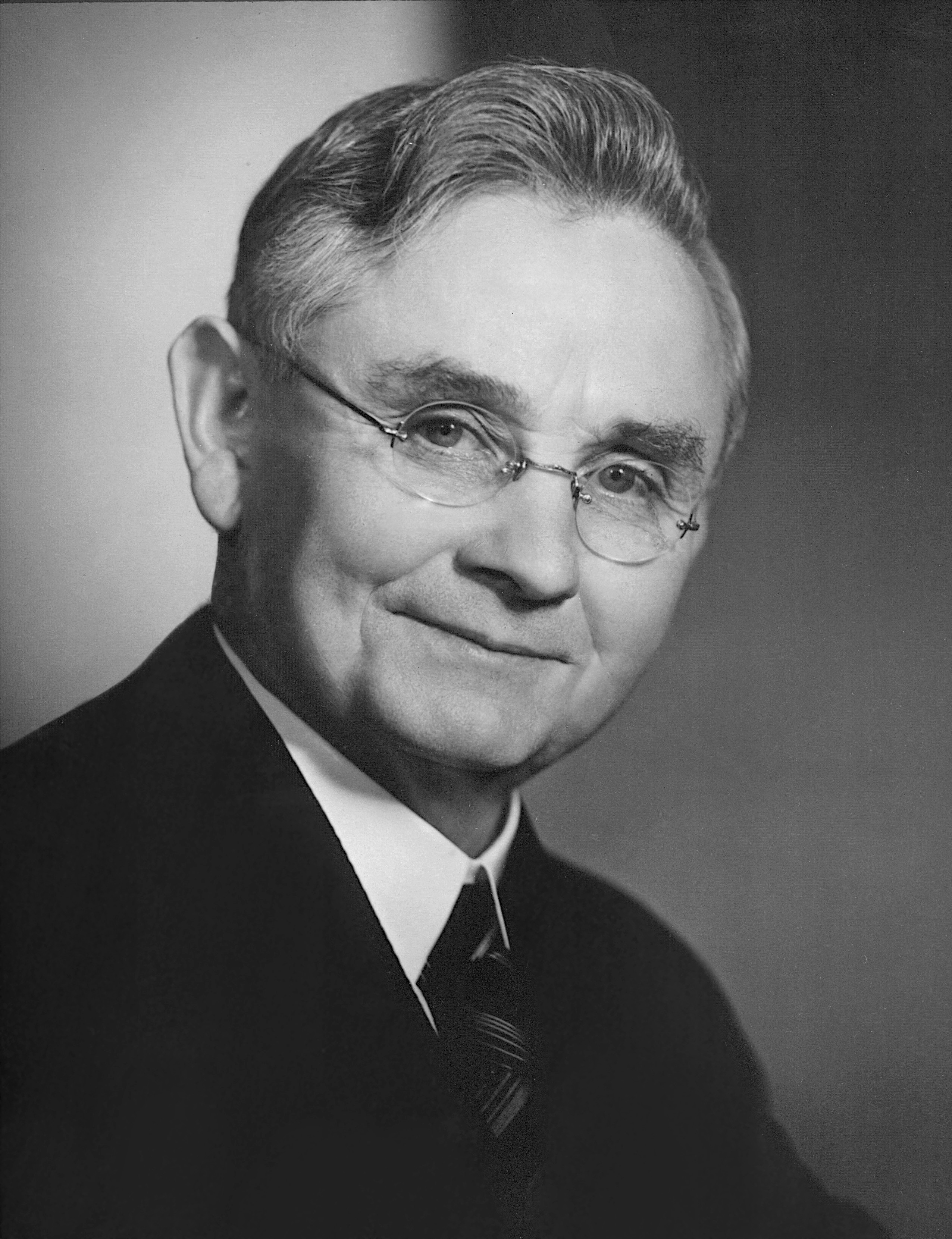
Michael Joseph Savage (1930er)

Michael Joseph Savage (* 23. März 1872 in Tatong, Victoria, Australien; † 27. März 1940 in Wellington, Neuseeland) war ein neuseeländischer Politiker der Labour Party und von 1935 bis 1940 Premierminister des Landes.

## Frühes Leben
Michael Savage wurde am 23. März 1872 in Tatong, nahe Benalla in Südaustralien, als achtes und jüngstes Kinder einer irischen Immigrantenfamilie geboren. Sein Vater war Richard Savage. Seine Mutter, Johanna, geb. Hayes, starb 1878, als er fünf Jahre alt war. Aufgezogen wurde Savage von seiner älteren Schwester Rose und streng katholisch erzogen von seinem Vater. Nach einem fünfjährigen Schulbesuch einer kleinen Schule in Rothesay, wo sein Vater eine kleine Farm besaß, arbeitete Savage von 1886 bis 1893 in einem Wein- und Spirituosenladen in Benalla. Während dieser Zeit besuchte der das Benalla College. Savage betätigte sich sportlich als Boxer und Gewichtheber und engagierte sich in der örtlichen Feuerwehr, sowie als Schatzmeister einer Spendenorganisation für das lokale Krankenhaus und Obdachlosenheim.
Nach dem Tod seiner Schwester Rose und seinem engsten Bruder Joe im Jahr 1891, übernahm Savage zusätzlich zu seinem Namen den Vornamen seines Bruders und nannte sich seitdem Michael Joseph Savage.

## Arbeit und Politik
Im Zuge der Großen Depression von 1873 bis 1896 wurde Savage 1893 arbeitslos und ging nach New South Wales. Dort arbeitete er als Lohnarbeiter auf einer großen Farm nahe Narrandera. Er wurde Mitglied der General Labourers' Union (Lohnarbeitergewerkschaft) und kam dadurch mit den radikal-politischen Theorien der amerikanischen Sozialisten Henry George and Edward Bellamy in Kontakt.
Im Jahr 1900 ging er zurück nach Viktoria, versuchte sich dort als Goldsucher, arbeitete als Maschinist und wurde Mitbegründer einer Bäckerei-Kooperative. Beeinflusst durch die Ideen des britischen Sozialisten Tom Mann, trat Savage dem Political Labor Council of Victoria bei, für den er 1907 für die Wahlkreise Wangaratta und Rutherglen für das Parlament kandidierte. Nachdem die Rutherglen-Gruben geschlossen wurden und die Socialist Federation of Australasia sich von dem Political Labor Council of Victoria abspaltete, entschloss sich Savage dem befreundeten Gewerkschafter Paddy Webb nach Neuseeland zu folgen.

## Politische Karriere in Neuseeland
Am 9. Oktober 1907, dem neuseeländischen Labour Day, erreichte Savage Wellington. Er ging für sechs Monate in den Manawatu District, um mit Flachsschneiden etwas Geld zu verdienen. Danach zog es ihn nach Auckland, wo er Unterkunft bei der Familie Alf und Elizabeth French fand, mit denen er bis zu seinem Tod zusammenlebte. In Auckland arbeitete er als Kellermeister bei der Captain Cook Brewery im Stadtteil Newmarket, südlich des Zentrums von Auckland. Savage engagierte sich auch hier in den Gewerkschaften, wurde schnell Präsident der Auckland Brewers', Wine and Spirit Merchants' and Aerated-water Employees' Union und 1910 Präsident des Auckland Trades and Labour Councils.
1908 wurde Savage Sekretär der New Zealand Socialist Party, wandte sich aber 1910 gegen die Gründung der New Zealand Labour Party, da sie nicht bereit war, sozialistische Programmatik in ihre Statuten aufzunehmen. 1911 trat er als Präsident des Auckland Trades and Labour Councils zurück, um Vorsitzender der radikaleren New Zealand Federation of Labour ('Red Fed') in Auckland zu werden.
Zu den Parlamentswahlen im Jahr 1911 ließ sich Savage als Kandidat der Socialist Party für Auckland Central aufstellen, verlor aber gegen den Kandidaten der Liberal Party. Im Februar 1912 trat er als Sekretär der Socialist Party in Auckland zurück, um nach Australien zurückzukehren, doch der Arbeiterstreik in Auckland ließ ihn in Neuseeland bleiben. Im selben Jahr organisierte er den Streik der Bergarbeiter der Goldmine in Waihi in der Region Bay of Plenty. Im Juli 1913 gehörte Savage zu den Gewerkschaftsführern, die auf dem Unity Congress versuchten, Gewerkschafter und sozialistische Politiker zusammenzubringen, um eine neue Partei zu gründen, die Social Democratic Party.
1913 war Savage in den sogenannten Waterfront Dispute, den Streik der Hafenarbeiter, verwickelt, der sich zu einem Generalstreik ausweitete und zu seinem Ende die Gewerkschaften als Verlierer zurückließ. Ein Jahr später, zur Parlamentswahl 1914, war Savages Kandidatur für einen Parlamentssitz für die Social Democratic Party wieder erfolglos.
Kurze Zeit später organisierte er die Arbeiterbewegung in Auckland, was zur Gründung eines Auckland Labour Representation Committee führte, dessen Sekretär Savage wurde. Er befürwortete die Bildung einer großen allgemeinen Gewerkschaft, forderte die Verstaatlichung der Industrie und sprach sich während des Ersten Weltkriegs gegen die Wehrpflicht aus. Im Juli 1916 unterstützte er die Gründung der neuen New Zealand Labour Party, deren Vizepräsident er 1918 neben dem Vorsitzenden Harry Holland wurde und 1919 die Rolle des Sekretärs der Partei übernahm. Im selben Jahr wurde Savage in den Auckland City Council gewählt, dessen Mitglied er bis 1923 war. Auch die Wahl zum Parlament glückte ihm in diesem Jahr. Er übernahm das Mandat für den Wahlkreis Auckland West und wurde damit einer von acht Parlamentsabgeordneten seiner Labour Party.
Zusammen mit James McCombs wurde Savage finanzpolitischer Sprecher seiner Partei. Er setzte sich für die Erhöhung der Renten und für ein für die Bürger kostenloses Gesundheitssystem ein. Des Weiteren war er an der Entstehung des Family Allowances Act 1926 maßgeblich beteiligt, der seinerzeit Familien für jedes Kind zwei Shilling pro Woche Kindergeld zugestand.

## Rolle als Premierminister
Als Harry Holland im Oktober 1933 verstarb, übernahm Savage die Führung der Labour Party und brachte sie auf seinen Kurs. Zu den Parlamentswahlen im Jahr 1935 konnte Savage die Wähler von seiner Aufrichtigkeit und seiner Eloquenz überzeugen und davon, dass er der richtige Kandidat für das Amt des Premierministers sei und seine Partei die Probleme und Wünsche der Menschen im Land verstehen und Lösungen anbieten könne. So gewann die Labour Party 55 der 80 zu vergebenen Sitze und stellte damit zum ersten Mal in der Geschichte Neuseelands eine Labour-Regierung. Savage wurde am 6. Dezember 1933 zum 23. Premierminister Neuseelands gewählt.
Savages Labour-Regierung wurde schnell aktiv und zahlte sofort nach der Wahl einen Weihnachtsbonus an die Arbeitslosen und Unterstützung an Hilfsbedürftige aus. Außerdem beschloss sie einen Sieben-Tage-Jahresurlaub für Helfer der Fürsorge. 
In seinem ersten Regierungsjahr 1936 brachte Savage mit seiner Regierung eine Flut von Gesetzen auf den Weg, die die Kaufkraft stärkte und die Wirtschaft stimulierte und somit Arbeitsplätze schaffte. Die Reserve Bank of New Zealand und die privaten Rundfunkanstalten wurden verstaatlicht, Garantiepreise für Milchprodukte gezahlt und die Diskriminierung von Māori in den Bereichen Arbeit, Bildung, Gesundheit und Landrechten zu beseitigen versucht.
Savage war vehementer Kritiker der britischen Außenpolitik, vor allem davon, dass Großbritannien seiner Ansicht nach zu wenig gegen das faschistische Franco-Regime in Spanien, gegen Japans Invasion Chinas und gegen Hitlers Allmachtansprüche und der Annexion eines Teils der Tschechoslowakei durch Nazi-Deutschland unternahm. Auch überlegte er, Neuseelands Industrie unabhängiger von Großbritannien zu machen und neue Märkte im asiatischen Raum zu erschließen. 
Im April 1938 stellte seine Regierung Vorschläge zur Verbesserung der Sozialversicherung vor. Savage wollte ein staatliches und steuerfinanziertes Gesundheitssystem, das für alle Bürger unmittelbar kostenlos sein würde, eine bedürftigkeitsorientierte Rente ab 60 und eine Universalrente ab 65 Jahre. Doch eine Woche nach Einbringung des Social Security Bill (Sozialsicherungsgesetz) ins Parlament am 2. August 1938 brach Savage das erste Mal zusammen. Diagnose: Dickdarmkrebs. Doch er verschob die dringend notwendige Operation, um das Gesetz durchs Parlament bringen zu können und für die anstehende Parlamentswahl zur Verfügung zu stehen. Seine Wahlkampfauftritte brachten seine Labour Party daraufhin von 46 % in den Umfragen auf 56 % und so zum Wahlsieg.   
Am 1. August 1939 brach Savage dann ein zweites Mal zusammen, ließ sich aber dieses Mal drei Tage später operieren. Körperlich geschwächt, aber geistig fit, musste sich Savage gegen seinen parteiinternen Kontrahenten John A. Lee durchsetzen, der ihm wegen seiner Erkrankung auch mentale Schwäche vorwarf und versuchte, darüber parteiintern Macht zu bekommen, wofür Lee später aus der Partei ausgeschlossen wurde. Doch Savage kehrte nicht mehr in sein Amt und in die Partei zurück, da er sich von seiner Krebserkrankung nicht mehr erholen konnte. Er verstarb am 27. März 1940 in seinem Haus in Wellington.

## Letzte Ehrung
Michael Joseph Savage wurde am Bastion Point in Auckland mit einem Staatsbegräbnis beerdigt. Hunderttausende säumten den Weg seines Sarges, der mit dem Zug auf dem North Island Main Trunk Railway von Wellington nach Auckland transportiert wurde. Zu seinen Ehren wurde an seinem Grab das Michael Joseph Savage Memorial errichtet.